# Félicien Rops
Félicien Joseph Victor Rops (ur. 7 lipca 1833 w Namur, zm. 23 sierpnia 1898 w Essonnes) – belgijski grafik, przedstawiciel symbolizmu.
Od 1853 kształcił się na Uniwersytecie w Brukseli.
W 1857 ożenił się z Charlotte Polet de Faveaux. Po rozpadzie małżeństwa w 1874 przeniósł się do Paryża.
Tworzył ilustracje do dzieł takich pisarzy jak: Théophile Gautier, Alfred de Musset, Stéphane Mallarmé, Jules Amédée Barbey d’Aurevilly, Joséphin Péladan, Octave Uzanne.
W 1866 zaprojektował frontyspis do Les Épaves Baudelaire’a. Posługiwał się technikami m.in. akwaforty i akwatinty, których był popularyzatorem.
Félicien Rops należał do członków założycieli powstałej w 1868 Société Libre des Beaux-Arts. Był również członkiem loży wolnomularskiej Grand Orient of Belgium
.

## Galeria

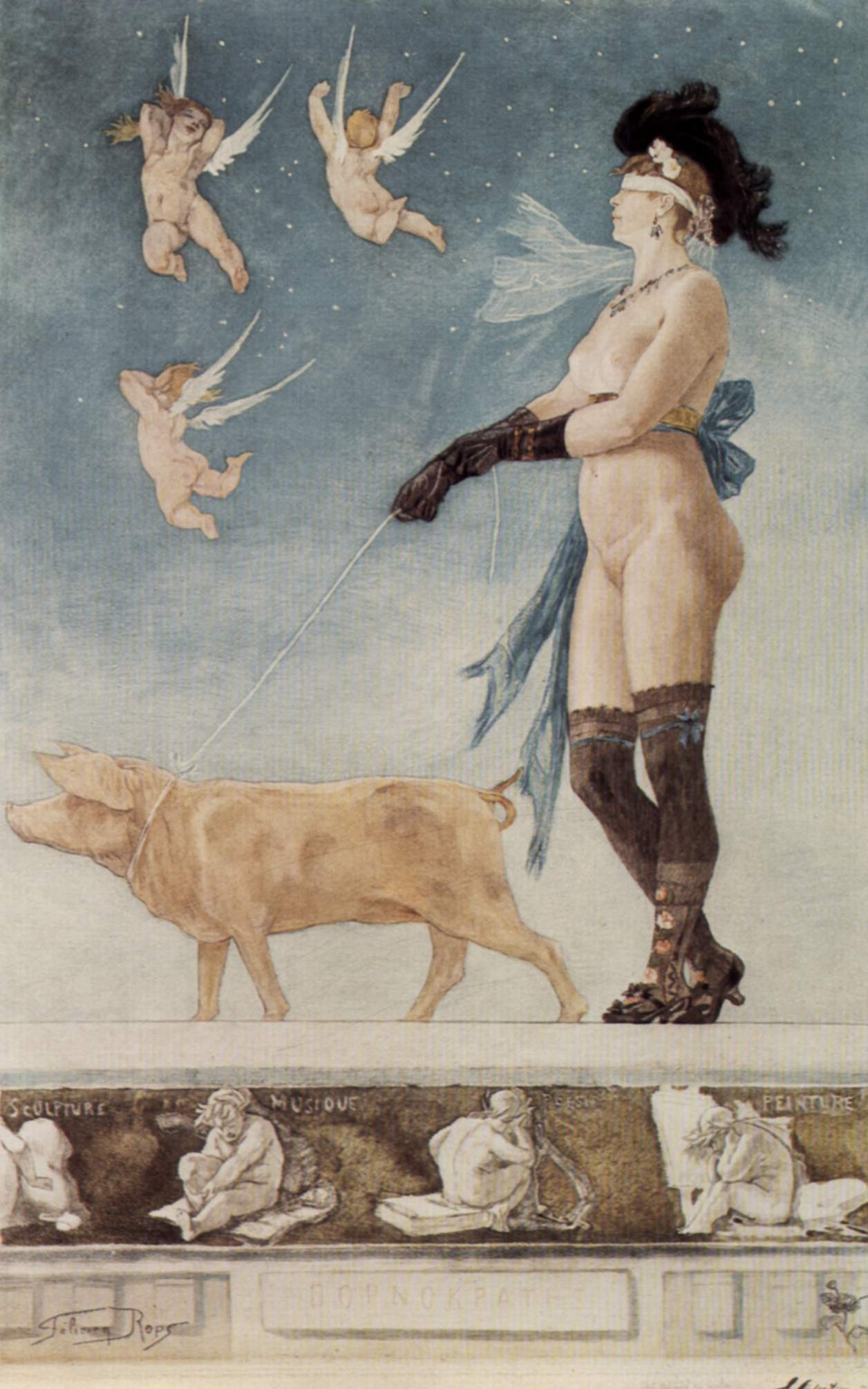
Pornocrates (1896)
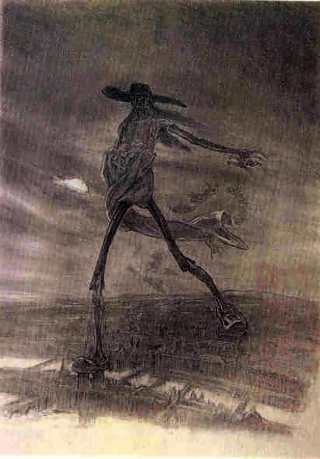
Satan Sowing Seeds (1882)
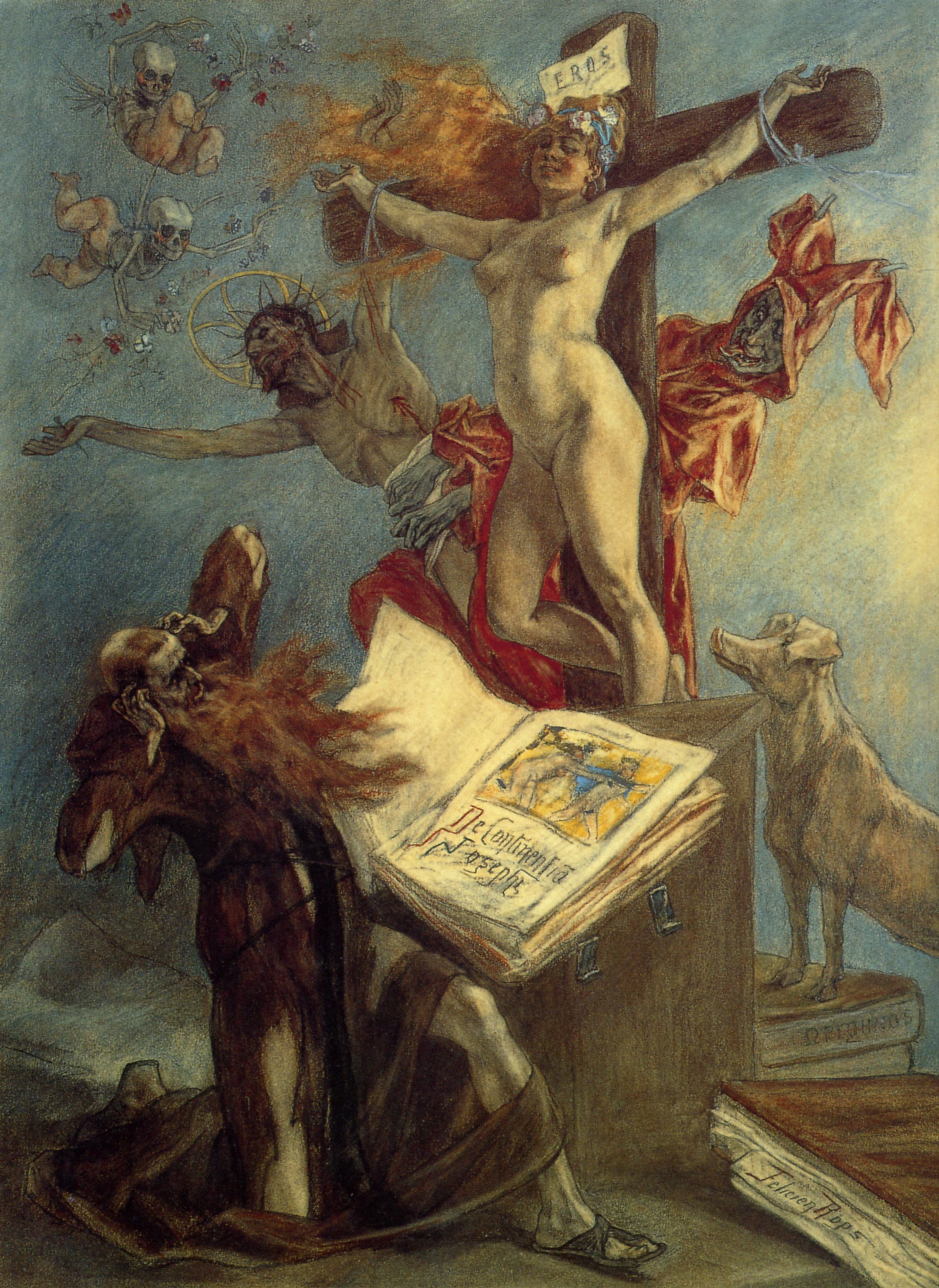
Kuszenie św. Antoniego (1878)
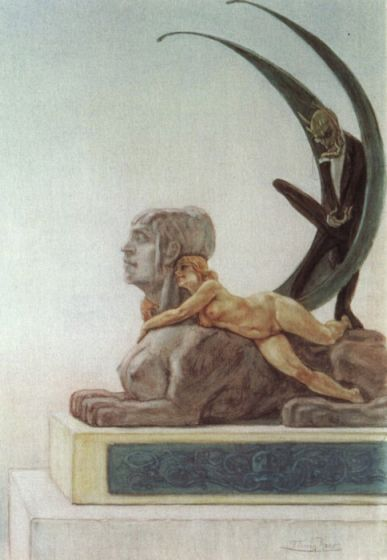
Sfinks (1882)
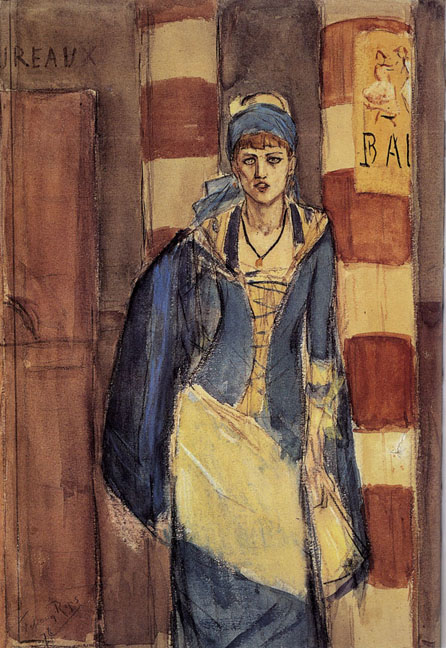
La Buveuse d'absinthe (1877)
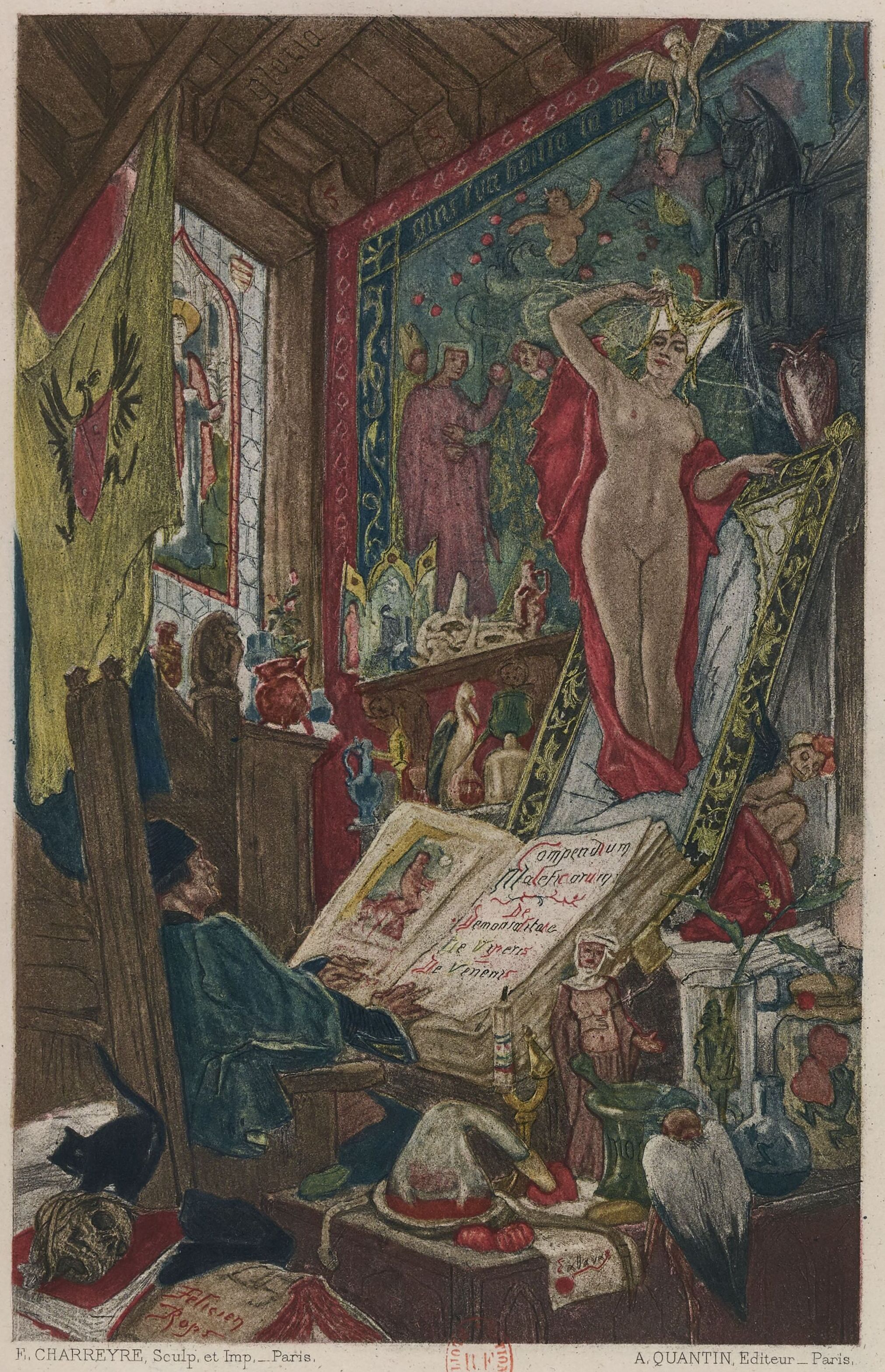
Son altesse la femme face (1885)
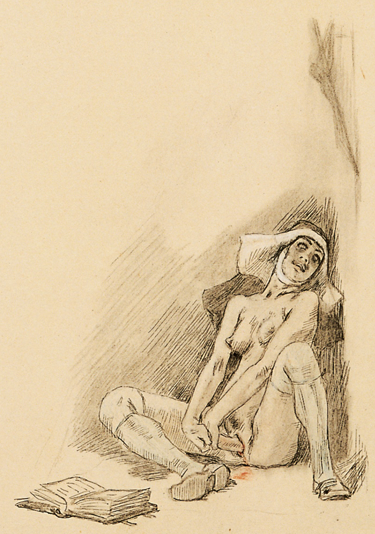
Święta Teresa